# Процес Вінклера
Процес Вінклера — газифікація вугілля водяною парою з повітрям або киснем у киплячому шарі за нормального тиску.

## Продуктивність
Відомо 16 промислових установок з 36 газогенераторами, номінальна продуктивність яких становить від 5 до 00 тис. м³/год синтез-газу, що відповідає витраті вугілля приблизно від 3 до 35 т/рік. В даний час деякі з цих установок ще знаходяться в експлуатації. Новий варіант процесу передбачає газифікацію сухого бурого вугілля киснем або попередньо нагрітим повітрям під тиском (високотемпературний процес Вінклера).

## Сировина
Спосіб придатний насамперед для бурого вугілля, що має високу реакційну здатність. Однак якщо газифікувати реакційноздатне кам'яне вугілля, за винятком напівкоксу і буровугільного коксу, то потрібні вищі температури (погіршується тепловий баланс).
Можуть ще газифікуватися помірно спікливе вугілля. Успішно переробляється вугілля з вмістом золи від 4 до 40 % і виходом летких речовин від 6 до 47 %. Зернистість допускається до 8 мм. Вугілля обов'язково піддається подрібненню без розділення на фракції за розміром зерен. Значний вміст пилу (наприклад, 60 % величиною від 0 до 1 мм) не ускладнює експлуатацію, проте призводить до значних втрат, зумовлених механічним винесенням.

## Зола
Високий і навіть дуже високий вміст золи безпосереднього не впливає на процес, однак при цьому погіршується тепловий баланс. Температура розм'якшення повинна знаходитися вище температури реакції (для бурого вугілля білля 800°С), в найкращому випадку — понад 1200°С. Вміст золи у процесі експлуатації може коливатися.
Залежно від використовуваного вугілля і вибраних реакційних умов спостерігаються значні коливання складу сирого газу.
При цьому теплота згоряння складає 0,2—13 МДж/моль (2200— 3100 ккал/моль).

## Опис процесу
При використанні повітря для газифікації на заводі «Лейн» отримували робочий газовий кошторис з теплотою згоряння 4,58 МДж/моль (1095 ккал/моль).
Тоді як спосіб Вінклера пред'являє дуже незначні вимоги до властивостей палива, процес виявляється дуже простий. Оскільки допускається використання палива з наявністю дуже дрібних фракцій, то, як правило, достатньо звичайного подрібнення.
Після подрібнення може знадобитися часткова сушка, щоб запобігти утворенню конгломератів в бункері.
З вугільного бункера, який знаходиться під невеликим тиском захисного газу, щоб виключити проскакування полум'я, паливо безперервно через шнек завантажується в газогенератор. Він складається з футерованої шахти з металевим кожухом, нижня частина якої виконана у вигляді зрізаного конуса. До цієї конічної частини може бути прибудована колосникова камера, через яку підводиться первинний агент-газифікатор.
Газ, що утворюється в киплячому шарі, спочатку перемішується над кільцевим трубопроводом на висоті 3-4 м від шару вугілля з вторинним газифікуючим агентом. Вбудований в шахту котел-утилізатор служить для того, щоб не перевищувалася температура пом'якшення золи. Потім газ проходить послідовно через другий котел-утилізатор, підігрів живильної води, мультициклон, промивний охолоджувач.
Зола переноситься через водоохолоджуваний розвантажувальний шнек в збірну ємність, яка періодично розвантажується. В газогенераторі Вінклера внаслідок високої інтенсивності перемішування в киплячому шарі паливо та інертна зола не розділяються, оскільки зола, що відводиться, має приблизно таку ж реакційну здатність, як і матеріал киплячого шару. Крім того, вміст вуглецю в киплячому шарі не повинен бути нижче 5 %, щоб не перешкодити проскакування кисню. Це означає, що зола містить не менше 5 % недопалу і потрібен постійний контроль за вмістом вуглецю.
В нових установках процес розпалу здійснюється в основному газогенераторі; при цьому забезпечується розпалювання дровами або попередній розігрів шару газовими пальниками.
Зупинка газогенератора проста і здійснюється дуже швидко. Після відключення кисню поступово знижується подача пари. Одночасно з циклону подається захисний газ, щоб перешкодити доступу повітря до пилу. Після цієї операції пар з добавкою повітря може використовуватися для експлуатації генератора в режимі холостого спалювання (газ спалюється у факелі). Якщо передбачається експлуатація в режимі гарячого резерву, то для охолодження завантажувальних шнеків замість пари вдувають повітря, і шар при цьому тривалий час залишається розжареним.
Газогенератор Вінклера володіє винятковою здатністю адаптації до змінних навантажень; за найкоротший час він може бути переведений з мінімального навантаження (приблизно 25 % номинальної) на максимальний (приблизно 150 % номінального) і перевершує в цьому відношенні всі інші відомі газогенератори. За таких перепадів навантаження ККД зменшується незначно, однак за рахунок втрат через віднесення найдрібнішої фракці істотно знижується ступінь конверсії вуглецю.